# Tiergrüble
Die Tiergrüble ist ein 1068 m ü. NHN hoher Passübergang zwischen Schönau im Schwarzwald und dem Weißenbachsattel über Herrenschwand. Die Passstraße zum Tiergrüble ist auch als Fuchswaldstraße bekannt.

## Profil
Von Westen erreicht man den Pass Tiergrüble über die von der Bundesstraße 317 in Schönau abzweigende K 6305 (Tunauer Straße). Diese zweigt nach rund 1,3 Kilometern in Richtung Tunau nach links ab. Die Passstraße führt über eine asphaltierte Gemeindestraße hingegen geradeaus weiter, teilweise entlang des Schliffbachs. Nach einem weiteren guten halben Kilometer windet sich die erste Serpentine durch den stark bewaldeten Nordhang der Bergkette, die von Schneckenkopf (997 m ü. NHN), Gscheidkopf (1064 m ü. NHN) und Hochgscheid (1205 m ü. NHN) gebildet wird. Über weitere Serpentinen führt der Weg von Schönau bis zum Pass in 7,6 Kilometern und überwindet dabei eine Höhe von 535 Höhenmeter. Damit liegt die Durchschnittssteigung bei 7 %, das Steigungsmaximum bei rund 12 %.
Auf der Passhöhe befindet sich eine 1995 errichtete Schutzhütte (Tiergrüble Hütte) mit Grillstelle und ein Wanderparkplatz. Die Passhöhe gehört zur Gemarkung der Stadt Schönau. Am Passen treffen jedoch auch weitere Gemarkungsgrenzen von benachbarten Gebieten aufeinander.
Von Osten am Weißenbachsattel führt die K 6304 teilweise eben, teilweise sogar abschüssig entlang einer Hochebene bis nach Herrenschwand. Im weiteren Verlauf führt die Panoramastraße nur leicht steigend bis zum Tiergrüble. Die maximale Steigung liegt bei 2 %.